# Албоин (Кунео)
Албоин (итал. Alboin) је насеље у Италији у округу Кунео, региону Пијемонт.
Према процени из 2011. у насељу је живело 2 становника. Насеље се налази на надморској висини од 1504 м.